# 1997年太平洋飓风季时间轴

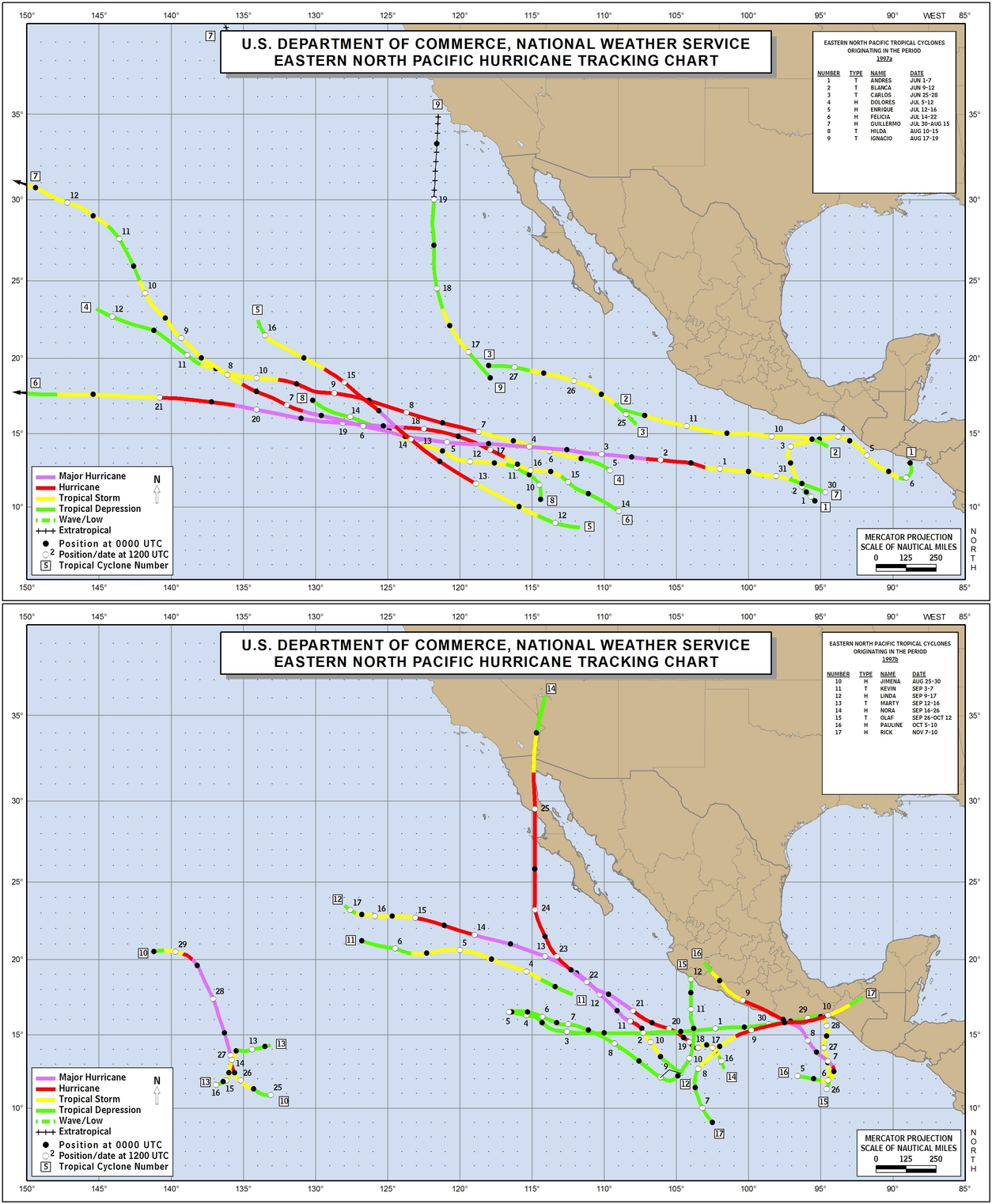
1997年太平洋飓风季所有风暴的路径图

1997年太平洋飓风季是继1994年以来最活跃的太平洋飓风季，一共产生24个热带低气压，其中19个发展成热带风暴或飓风。本季于1997年5月15日从东太平洋（西经140°以东的太平洋）、6月1日从中太平洋（国际日期变更线到西经140°的太平洋）正式开始，同年11月30日结束，传统上这样的日期界定了一年中绝大多数热带气旋在国际日期变更线以东的太平洋形成的时间段。本时间轴中记录了全年东太平洋盆地所有热带和亚热带气旋形成、增强、减弱、登陆、转变成温带气旋以及消散的具体信息。美国国家飓风中心每年都会对前一年飓风季的所有天气系统进行重新分析，并根据结果更新其风暴数据库，因此以下时间轴中还包含有实际操作中没有发布的信息。包括风速、位置、距离在内的所有数字都是经四舍五入换算成整数。
全季首场风暴于6月1日形成，最后一场风暴在12月6日进入西太平洋（国际日期变更线以西的太平洋）。东太平洋和中太平洋一共形成了24个热带气旋，其中包括5个没有命名的热带低气压。有19个热带气旋位于东太平洋，8个最高只达到热带风暴强度，10个达到飓风标准。有7场发展成大型飓风，其中包括中大西洋的台风奥莉华和台风柏加，两者都在进入西太平洋后成为台风。
中太平洋的热带天气系统活跃程度高于平均水平，除多个热带低气压外还形成了两场热带风暴。部分风暴从东太平洋飘移到了中太平洋，共计有9个热带气旋形成或进入该海域。

## 风暴时间轴

### 5月
5月15日
- 东太平洋飓风季正式开始。

### 6月
6月1日
- 中太平洋飓风季正式开始。

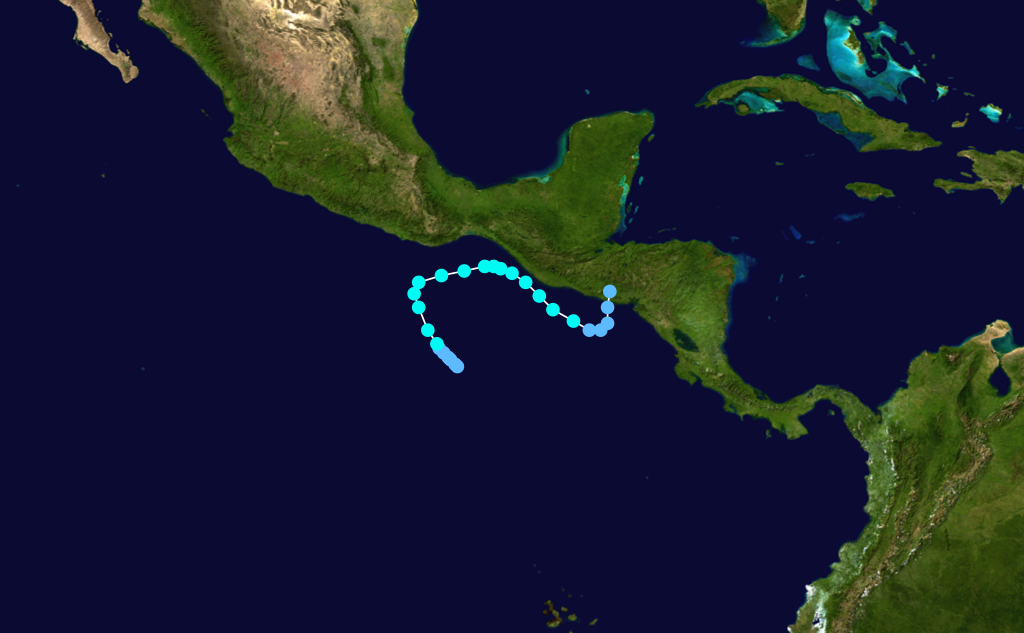
热带风暴安德烈斯的行进路线

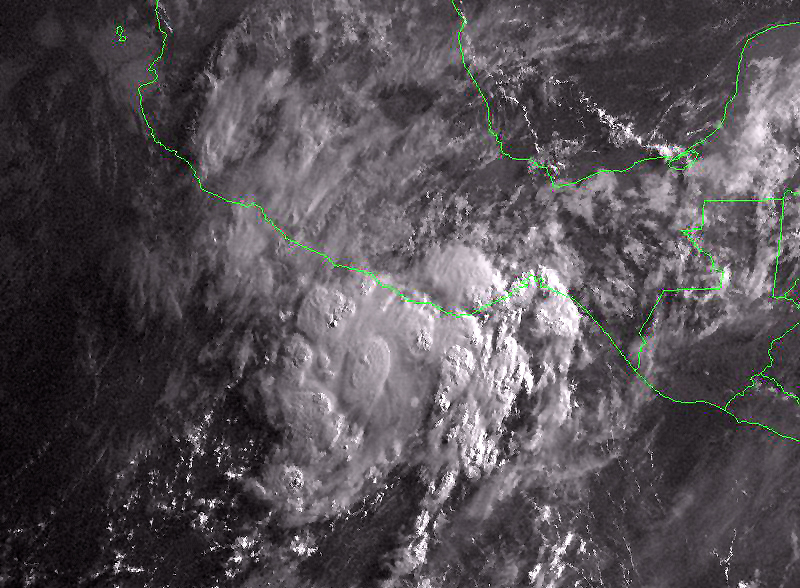
热带风暴布兰卡在墨西哥近海达到最高强度

- 协调世界时凌晨0点：第一号热带低气压在特万特佩克湾以南约555公里洋面发展形成。

6月2日
- 中午12点：第一号热带低气压达到热带风暴标准并获命名为“安德烈斯”（Andres）。

6月6日
- 早上6点：热带风暴安德烈斯减弱成热带低气压。

6月7日
- 凌晨1点：热带低气压安德烈斯以每小时50公里风速从圣萨尔瓦多附近登陆。
- 早上6点：热带低气压安德烈斯的表面环流在中美洲的山区上空迅速消散。

6月9日
- 下午18点：第二号热带低气压在特万特佩克湾形成。

6月10日
- 凌晨0点：第二号热带低气压强化成热带风暴并获名“布兰卡”（Blanca）。

6月12日
- 凌晨0点：热带风暴布兰卡弱化成热带低气压。
- 中午12点：热带低气压布兰卡失去表面环流。

6月21日
- 下午18点：第三号热带低气压形成。

6月24日
- 凌晨0点：第三号热带低气压消散。

6月25日

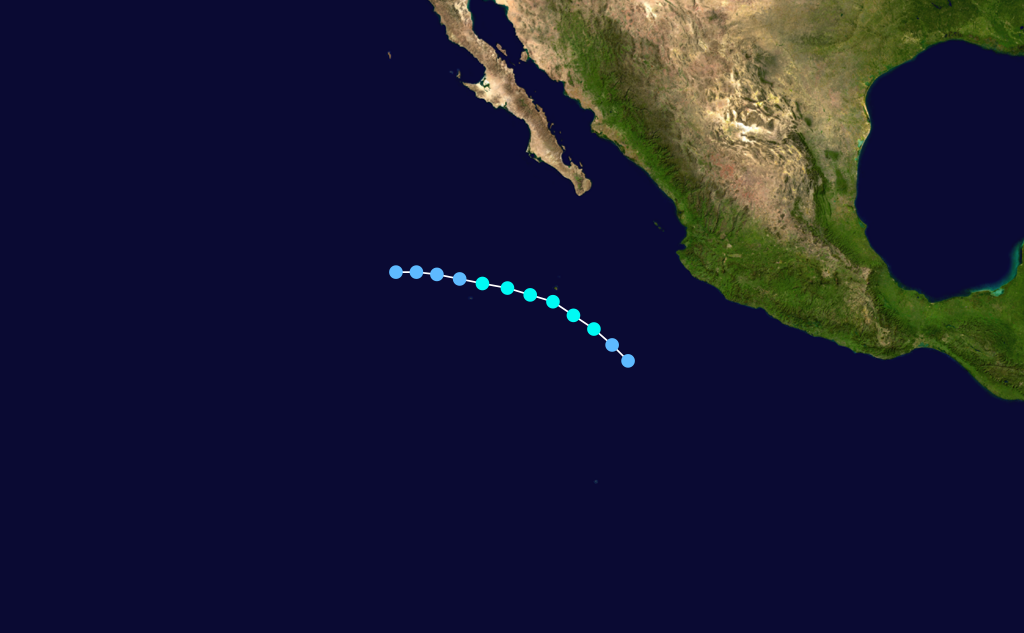
热带风暴卡洛斯的移动轨迹

- 早上6点：第四号热带低气压在下加利福尼亚半岛最南端东南方向约830公里海域发展形成。
- 下午18点：第四号热带低气压达到热带风暴强度并获名“卡洛斯”（Carlos）。

6月27日
- 早上6点：热带风暴卡洛斯降级成热带低气压。

6月28日
- 早上6点：热带低气压卡洛斯消散。

6月29日
- 中午12点：第五号热带低气压形成。

### 7月
7月4日
- 早上6点：第五号热带低气压消散。

7月5日

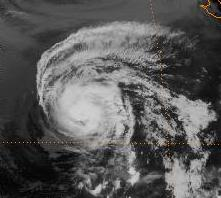
正处最高强度的飓风多洛雷斯

- 中午12点：估计第六号热带低气压在下加利福尼亚半岛最南端东南方向约1110公里洋面形成，但美国国家飓风中心在实际操作中已在这时将其升级成热带风暴并以“多洛雷斯”（Dolores）命名。

7月6日
- 凌晨0点：第六号热带低气压成为热带风暴。

7月7日
- 中午12点：热带风暴多洛雷斯成为1997年太平洋飓风季的首场飓风。

7月10日
- 早上6点：飓风多洛雷斯减弱成热带风暴。

7月11日
- 早上6点：热带风暴多洛雷斯退化成热带低气压。

7月12日
- 早上6点：第七号热带低气压在下加利福尼亚半岛最南端东南偏南方向约1575公里海域发展形成。
- 下午18点：第七号热带低气压升级成热带风暴并获名“恩里克”（Enrique）。
- 下午18点：热带低气压多洛雷斯消散。

7月13日

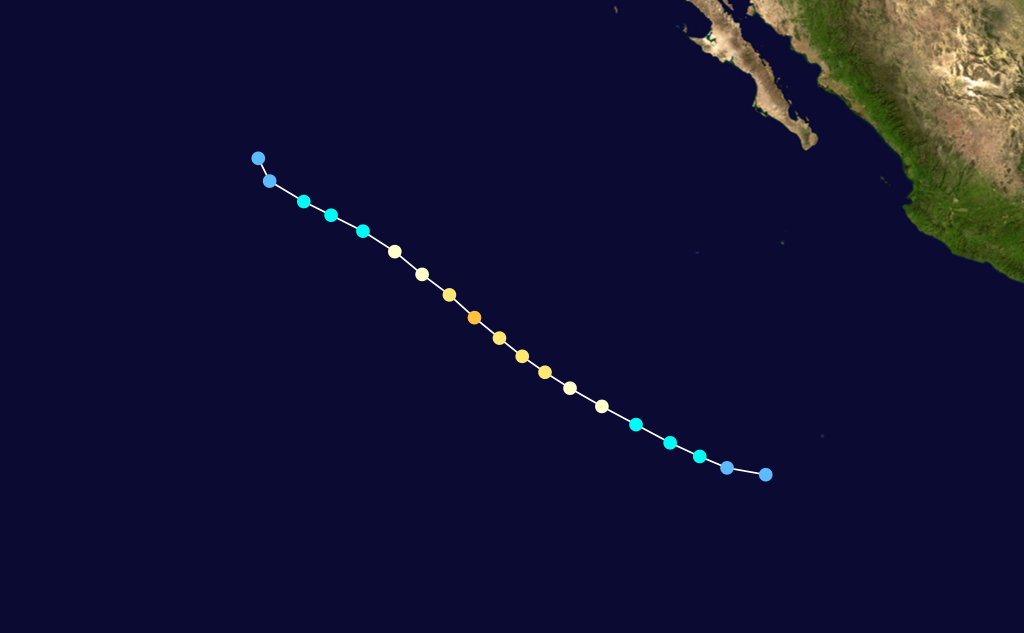
飓风恩里克的移动路线

- 中午12点：热带风暴恩里克达到飓风标准。

7月14日
- 凌晨0点：飓风恩里克强化成二级飓风。
- 中午12点：第八号热带低气压在曼萨尼约以南数非英里外洋面形成。
- 下午18点：飓风恩里克成为本季首场大型飓风。

7月15日
- 凌晨0点：飓风恩里克减弱成二级飓风。
- 早上6点：飓风恩里克弱化成一级飓风。
- 下午18点：第八号热带低气压增强成热带风暴并获名“费利西亚”（Felicia）。
- 下午18点：飓风恩里克降级成热带风暴。

7月16日
- 中午12点：热带风暴恩里克退化成热带低气压。
- 下午18点：热带低气压恩里克开始消散，美国国家飓风中心发布了针对该系统的最后一份公告。
- 下午18点：飓风恩里克减弱成热带风暴。

7月17日

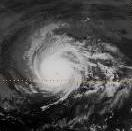
正处最高强度的飓风费利西亚

- 早上6点：热带风暴费利西亚成为本季第三场飓风。

7月18日
- 中午12点：飓风费利西亚强化成二级飓风。
- 下午18点：飓风费利西亚成为本季第二场大型飓风。

7月19日
- 早上6点：飓风费利西亚成为全季首场四级飓风。

7月20日
- 凌晨0点：飓风费利西亚回落到三级飓风强度。
- 下午18点：飓风费利西亚减弱成二级飓风。

7月21日
- 早上6点：飓风费利西亚弱化成一级飓风。
- 中午12点：飓风费利西亚降级成热带风暴。

7月22日
- 早上6点：热带风暴费利西亚退化成热带低气压。
- 中午12点：热带低气压费利西亚消散。

7月27日
- 凌晨0点：第一号热带低气压在夏威夷群岛西南方向海域发展形成。
- 下午18点：第一号热带低气压消散。

7月30日
- 中午12点：第九号热带低气压在墨西哥瓦哈卡州萨利纳克鲁斯（Salina Cruz）以南约555公里洋面形成。

7月31日
- 早上6点：第九号热带低气压达到热带风暴强度并获名“吉列尔莫”（Guillermo）。

### 8月
8月1日
- 下午18点：热带风暴吉列尔莫成为本季第四场飓风。

8月2日

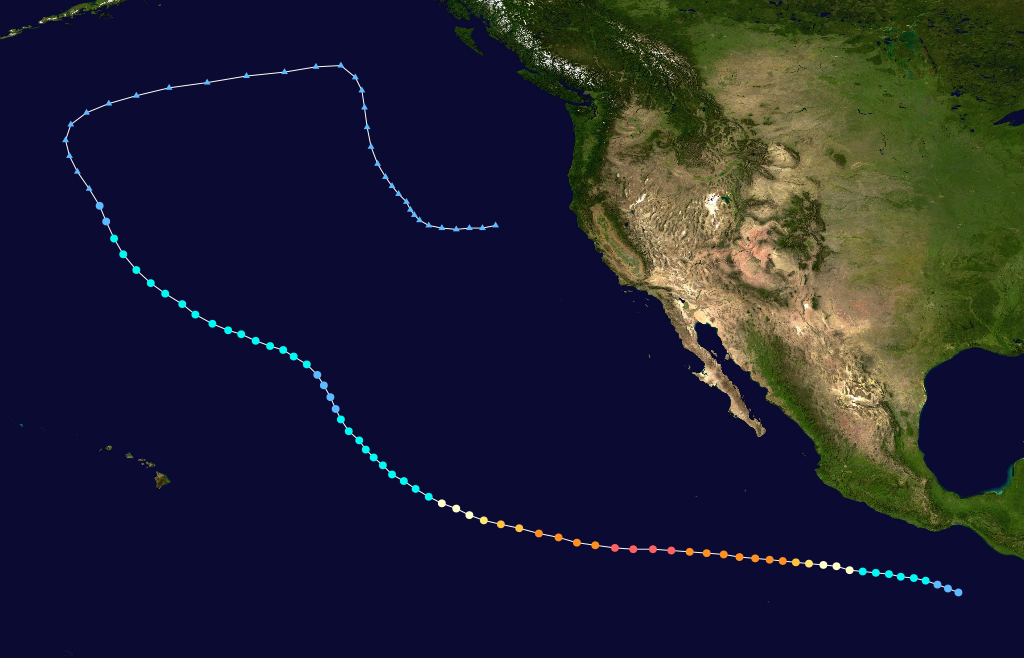
飓风吉列尔莫的行进路径图，这是本季的首场五级飓风。

- 中午12点：飓风吉列尔莫增强成二级飓风。
- 下午18点：飓风吉列尔莫成为本季第三场大型飓风。

8月3日
- 凌晨0点：飓风吉列尔莫达到四级飓风强度。

8月4日
- 下午18点：飓风吉列尔莫成为本季首场五级飓风。

8月5日
- 下午18点：飓风吉列尔莫减弱成四级飓风。

8月6日
- 下午18点：飓风吉列尔莫弱化成三级飓风。

8月7日
- 早上6点：飓风吉列尔莫减弱成二级飓风。
- 中午12点：飓风吉列尔莫弱化成一级飓风。

8月8日
- 早上6点：飓风吉列尔莫降级成热带风暴。

8月10日
- 凌晨0点：第十号热带低气压在下加利福尼亚半岛最南端的西南偏南方向约1700公里海域发展形成。
- 下午18点：热带风暴吉列尔莫退化成热带低气压。

:
8月11日

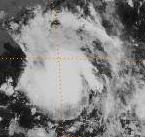
处最高强度的热带风暴希尔达

- 下午18点：热带低气压吉列尔莫重新达到热带风暴强度。
- 下午18点：第十号热带低气压增强成热带风暴并获名“希尔达”（Hilda）。

8月14日
- 早上6点：热带风暴希尔达强度回落为热带低气压。

8月15日
- 早上6点：热带低气压希尔达消散。
- 中午12点：热带风暴吉列尔莫再度退化成热带低气压。

8月16日
- 凌晨0点：热带低气压吉列尔莫转变成温带气旋。

8月17日

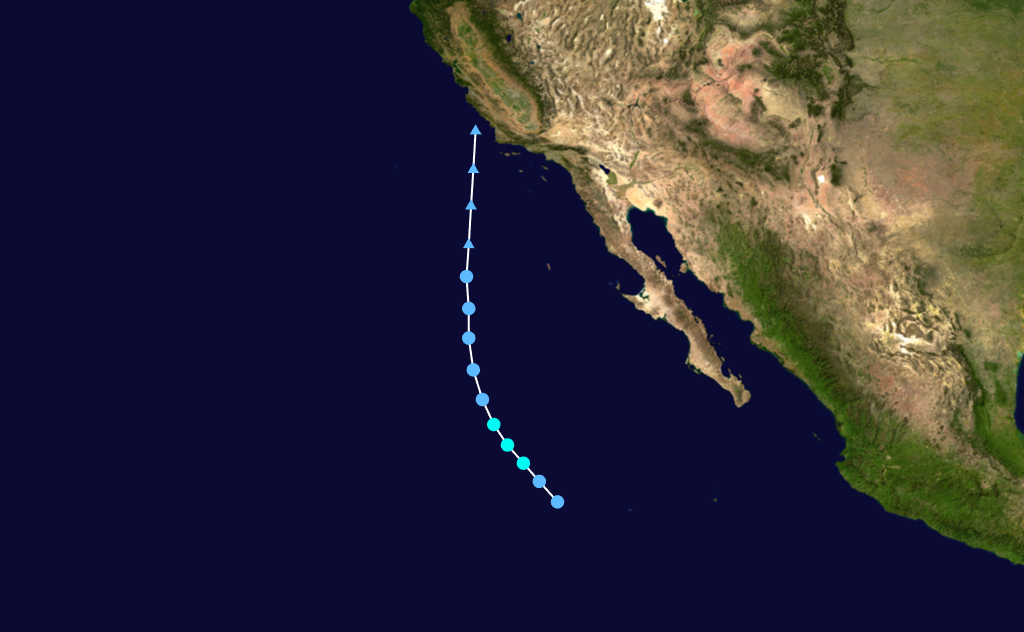
热带风暴伊格纳西奥的行进路线

- 凌晨0点：第十一号热带低气压在墨西哥南下加利福尼亚州的卡波圣卢卡斯（Cabo San Lucas）西南方向约830公里海域形成。

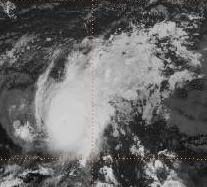
达到最高强度的飓风希梅纳

- 中午12点：第十一号热带低气压达到热带风暴强度并获名伊格纳西奥（Ignacio）。

8月18日
- 早上6点：热带风暴伊格纳西奥退化成热带低气压。

8月19日
- 中午12点：热带低气压伊格纳西奥转变成温带气旋。

8月25日
- 中午12点：第十二号热带低气压形成。

8月26日
- 凌晨0点：第十二号热带低气压达到热带风暴强度标准并获命名为希梅纳（Jimena）。

8月27日
- 凌晨0点：热带风暴希梅纳成为本季第五场飓风。
- 早上6点：飓风希梅纳快速强化成全季第四场大型飓风。
- 中午12点：飓风希梅纳达到四级飓风标准。

8月29日
- 凌晨0点：飓风希梅纳强度减弱成三级飓风。
- 早上6点：飓风希梅纳的强度急速滑落，从三级飓风直接降级成热带风暴。
- 下午18点：热带风暴希梅纳退化成热带低气压。

8月30日
- 凌晨0点：热带低气压希梅纳消散。

### 9月
9月2日

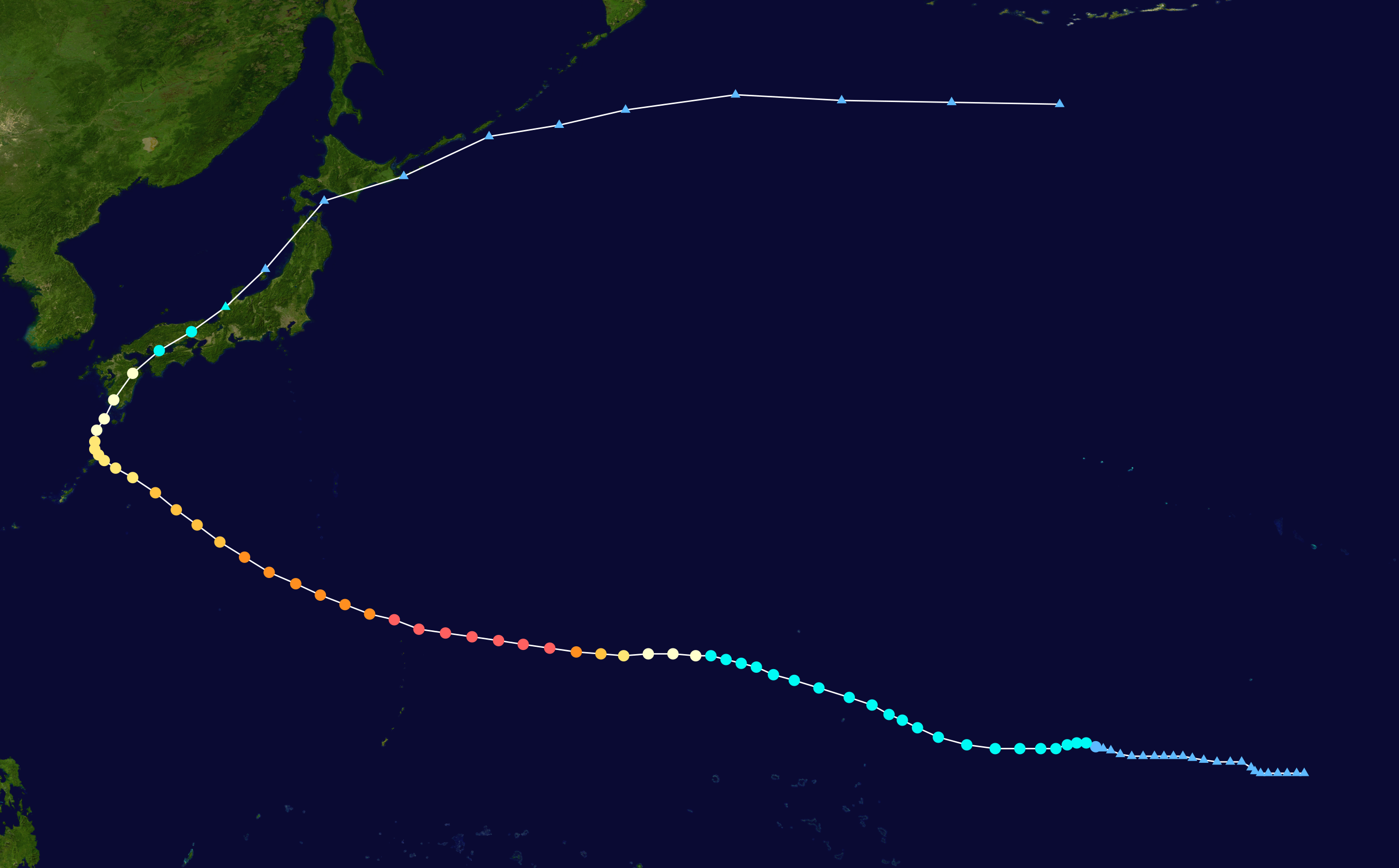
热带风暴奥莉华（即台风奥莉华）的移动路线

- 下午18点：第二号热带低气压在国际日期变更线附近洋面形成

9月3日
- 凌晨0点：第二号热带低气压达到热带风暴强度并获名“奥莉华”（Oliwa）。
- 下午18点：第十三号热带低气压在下加利福尼亚半岛最南端的西南编南方向约600公里海域发展形成。

9月4日

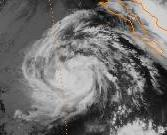
达到最高强度的热带风暴凯文

- 凌晨0点：热带风暴奥莉华经过国际日期变更线进入西太平洋，中太平洋飓风中心发布了针对这一天气系统的最后一份公告。
- 早上6点：第十三号热带低气压增强成热带风暴并获命名为“凯文”（Kevin）。

9月6日
- 早上6点：热带风暴凯文降级成热带低气压。

9月7日
- 早上6点：热带低气压凯文消散。

9月9日
- 中午12点：第十四号热带低气压在曼萨尼约以南约740公里洋面形成。

9月10日
- 凌晨0点：第十四号热带低气压成为热带风暴并获名“琳达”（Linda）。

9月11日

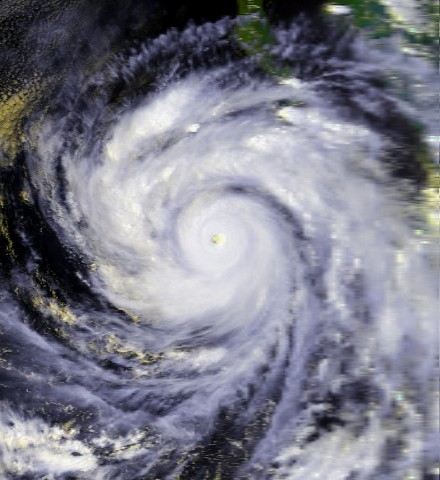
飓风琳达达到创纪录的最高强度

- 凌晨0点：热带风暴琳达达到飓风标准。
- 中午12点：飓风琳达急速增强成本季第四场大型飓风。
- 下午18点：飓风琳达达到四级飓风强度标准。

9月12日
- 凌晨0点：飓风琳达成为1997年太平洋飓风季的第二场，也是最后一场五级飓风。
- 早上6点：飓风琳达的气压降至902毫巴（百帕，26.64英寸汞柱），最大持续风速达每小时300公里，创下东北太平洋最强风暴的新纪录。
- 下午18点：第十五号热带低气压在夏威夷群岛东南偏东方向约2400公里海域发展形成。

9月13日
- 下午18点：飓风琳达的强度回落到四级飓风标准。

9月14日

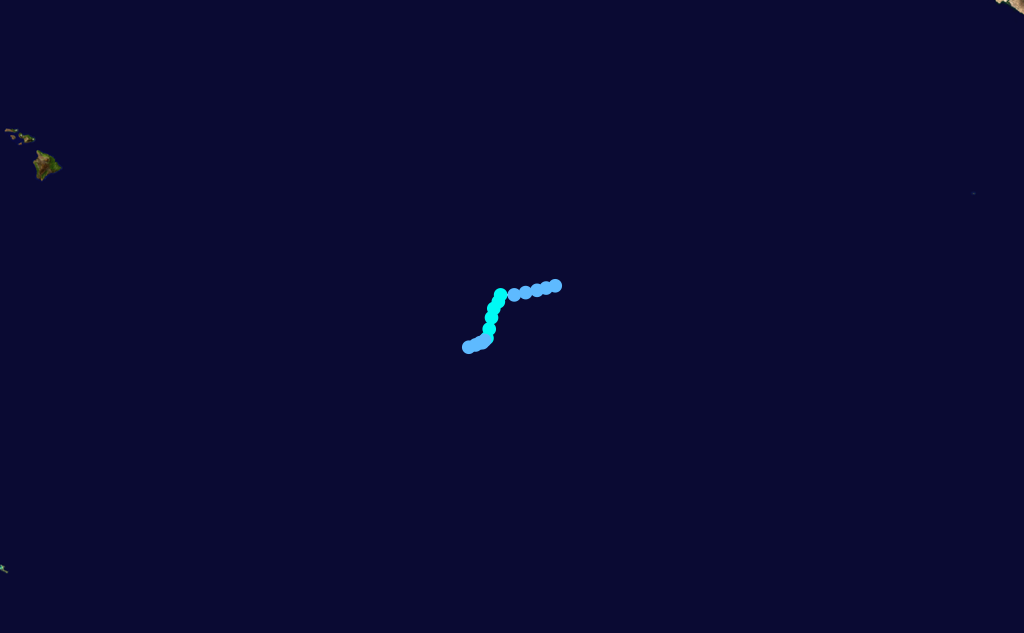
热带风暴马蒂行进路线图

- 凌晨0点：第十五号热带低气压升级成热带风暴并获名“马蒂”（Marty）。
- 早上6点：飓风琳达减弱成三级飓风。
- 中午12点：飓风琳达弱化成二级飓风。
- 下午18点：飓风琳达减弱成一级飓风。

9月15日
- 中午12点：飓风琳达降级成热带风暴。
- 中午12点：热带风暴马蒂退化成热带低气压。

9月16日
- 早上6点：第十六号热带低气压形成。
- 下午18点：第十六号热带低气压增强成热带风暴并获命名为“诺拉”（Nora）。
- 下午18点：热带低气压马蒂消散。

9月17日
- 早上6点：热带风暴琳达退化成热带低气压。

9月18日
- 凌晨0点：热带低气压琳达消散。
- 中午12点：热带风暴诺拉升级成本季第七场飓风。
- 下午18点：飓风诺拉成为二级飓风。

9月19日

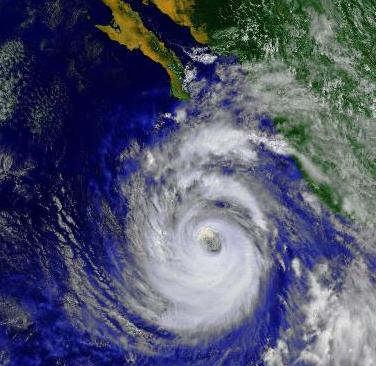
达到最高强度后不久的飓风诺拉

- 中午12点：飓风诺拉的强度回落到一级飓风标准。

9月21日
- 早上6点：飓风诺拉再度增强成二级飓风。
- 中午12点：飓风诺拉迅速达到四级飓风强度标准，成为本季第六场大型飓风。
- 下午18点：飓风诺拉回落成三级飓风。

9月23日
- 凌晨0点：飓风诺拉减弱成二级飓风。
- 中午12点：飓风诺拉弱化成一级飓风。

9月25日
- 早上6点30分：飓风诺拉以风力时速135公里强度从墨西哥下加利福尼亚半岛的乌龟海湾（Bahía Tortugas）附近登陆。
- 上午11点：飓风诺拉以每小时130公里风速在南下加利福尼亚州的圣费尔南多（San Fernando）附近进行第二次、也是最后一次登陆。
- 下午18点：飓风诺拉降级成热带风暴。

9月26日

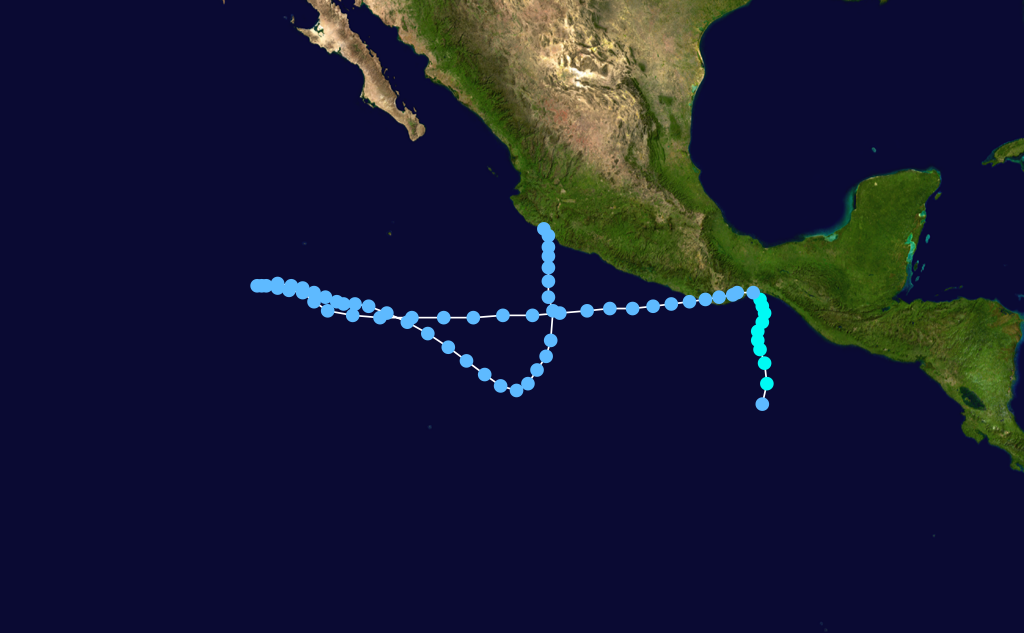
热带风暴奥拉夫的移动路线

- 凌晨0点：热带风暴诺拉迅速退化成热带低气压。
- 早上6点：美国国家飓风中心发布了针对正在消散的热带低气压诺拉的最后一份公告。
- 中午12点：第十七号热带低气压在特万特佩克湾南部洋面形成。
- 下午18点：第十七号热带低气压达到热带风暴强度并获名“奥拉夫”（Olaf）。

9月29日
- 凌晨0点：热带风暴奥拉夫降级成热带低气压并以风力时速55公里强度在墨西哥瓦哈卡州萨利纳克鲁斯附近登陆。

### 10月
10月5日
- 中午12点：第十八号热带低气压在墨西哥瓦哈卡州安赫尔港（Puerto Angel）以南约370公里海域发展形成。

10月6日

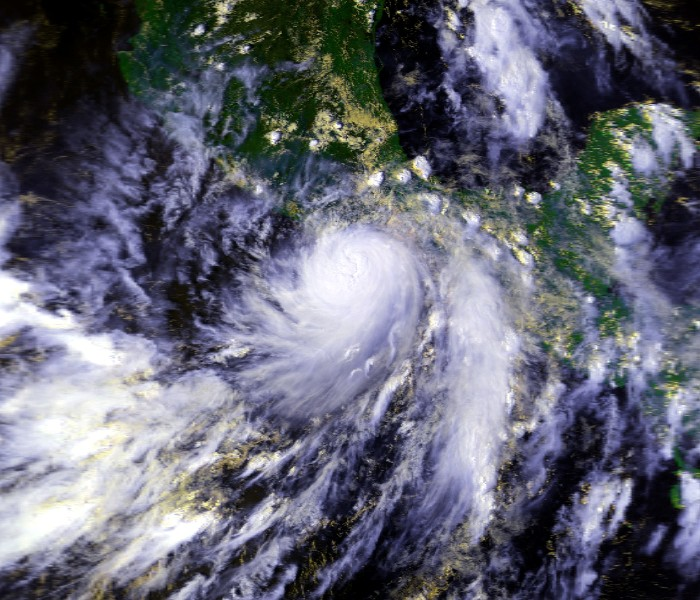
1997年10月8日，飓风宝琳娜在墨西哥近海达到最高强度。

- 早上6点：第十八号热带低气压增强成热带风暴并获命名为“宝莲”（Pauline）。
- 中午12点：第三号热带低气压在夏威夷群岛东南方向洋面形成。

10月7日
- 凌晨0点：热带风暴宝莲成为本季第八场飓风。
- 早上6点：飓风宝莲达到大型飓风强度，成为全季第七场、也是最后一场大型飓风。
- 中午12点：飓风宝莲增强成四级飓风。
- 中午12点：第三号热带低气压消散。
- 下午18点：飓风宝莲的强度回落到三级飓风标准。

10月8日
- 下午18点：飓风宝莲再度达到四级飓风标准。

10月9日
- 凌晨0点：飓风宝莲急剧减弱并以每小时175公里风速登陆墨西哥。
- 早上6点：飓风宝莲弱化成一级飓风。
- 中午12点：飓风宝莲降级成热带风暴。

10月10日
- 早上6点：热带风暴宝莲退化成热带低气压。
- 中午12点：热带低气压宝莲消散。

10月12日
- 下午18点：热带低气压奥拉夫以风力时速50公里从曼萨尼约附近登陆。

10月31日
- 早上6点：第四号热带低气压在夏威夷群岛东南方向海域形成。

### 11月
11月1日
- 早上6点：第四号热带低气压消散。

11月7日
- 凌晨0点：第十九号热带低气压在阿卡普尔科西南偏南方向约925公里洋面形成。

11月8日
- 中午12点：第十九号热带低气压达到热带风暴强度并获名“里克”（Rick）。

11月9日

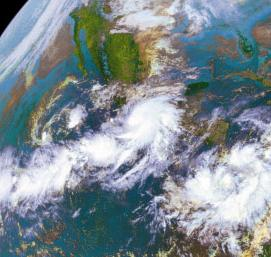
飓风里克以一级飓风强度登陆墨西哥

- 早上6点：热带风暴里克成为本季第九场、也是最后一场飓风。
- 中午12点：飓风里克强化成二级飓风。
- 下午18点：飓风里克减弱成一级飓风。

11月10日
- 凌晨1点：飓风里克以每小时135公里风速从墨西哥瓦哈卡州埃斯孔迪多港附近登陆。
- 中午12点：飓风里克降级成热带风暴。
- 下午18点：热带风暴里克退化成热带低气压。

11月11日
- 凌晨0点：热带低气压里克消散。

11月30日
- 1997年中太平洋和东太平洋飓风季正式结束。

### 12月
12月2日

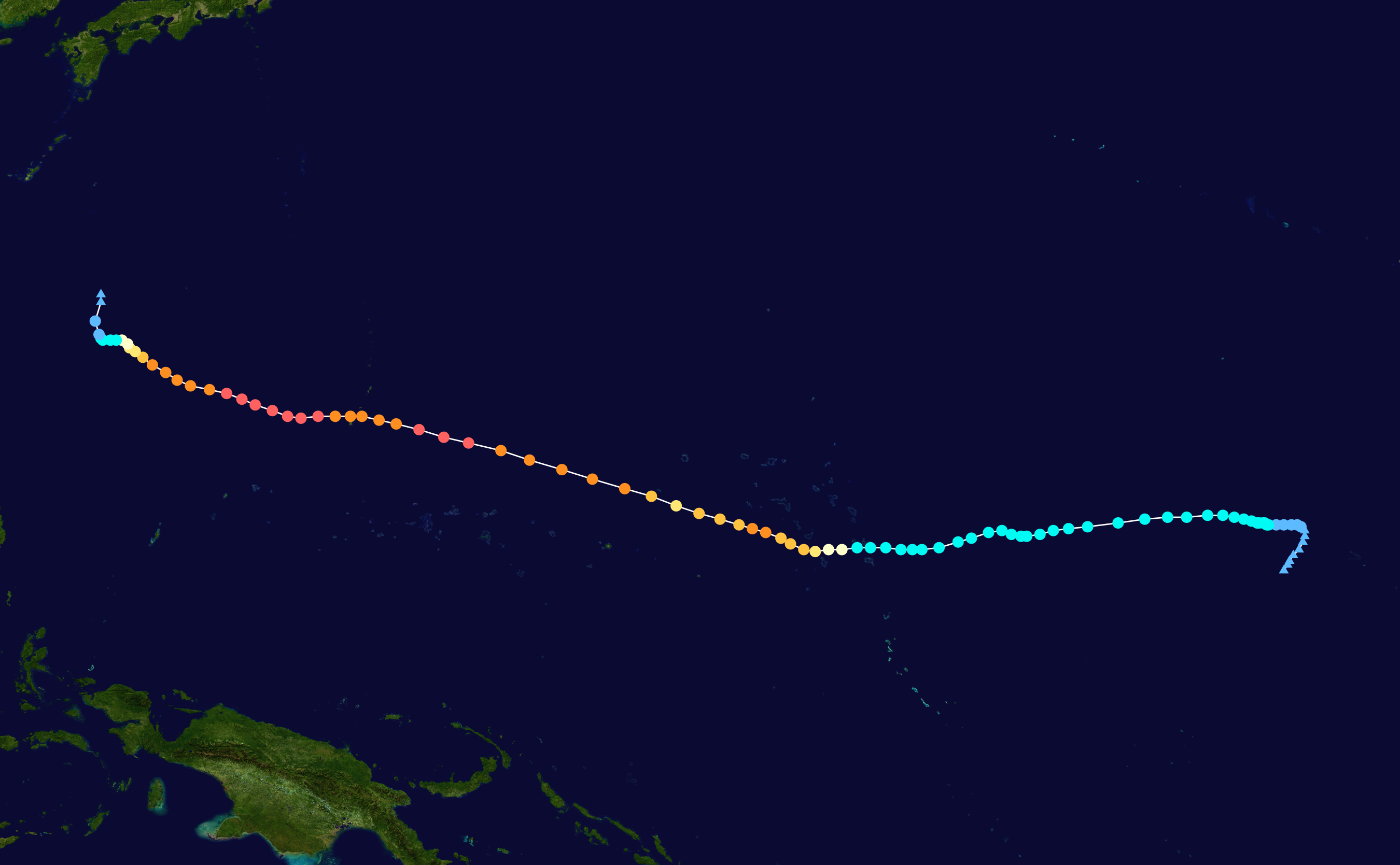
台风柏加的行进路径

- 中午12点：第五号热带低气压在莱恩群岛附近发展形成。
- 下午18点：第五号热带低气压升级成热带风暴并获命“柏加”（Paka）。

12月7日
- 凌晨0点：热带风暴柏加穿越国际日期变更线进入西太平洋，1997年太平洋飓风季到此结束。